# Ни-Хор
Ни-Хор (также, Хор-Ни, Сокол II) — фараон так называемой 0 династии. Вместе с Пе-Хором, Хат-Хором, Хеджу-Хором и Ири-Хором относился к почитателям бога Хора (Гора).

## Биография
Ни-Хор — фараон додинастического Египта, так называемой конфедерации с центром в Чени (др.-греч. Тархан) и/или Абджу (др.-греч. Абидос). Правил около 3050—2900 гг. до н. э., что соответствует фазам культуры Накада — IIIa1 и IIIa2. Фараоны этого периода включаются современными исследователями в условную 0 династию. Имя Ни-Хора, в основном, упоминается на глиняных и каменных сосудах, найденных в гробницах возле Тархана, Туры и Накады.